# Solen (Dakota Północna)
Solen – miasto w Stanach Zjednoczonych, w stanie Dakota Północna, w hrabstwie Sioux.